# NGC 2693
NGC 2693 este o galaxie eliptică situată în constelația Ursa Mare. A fost descoperită în 17 martie 1790 de către William Herschel. Se află la o distanță de 69,8 de megaparseci de Pământ.